# دیود شاتکی

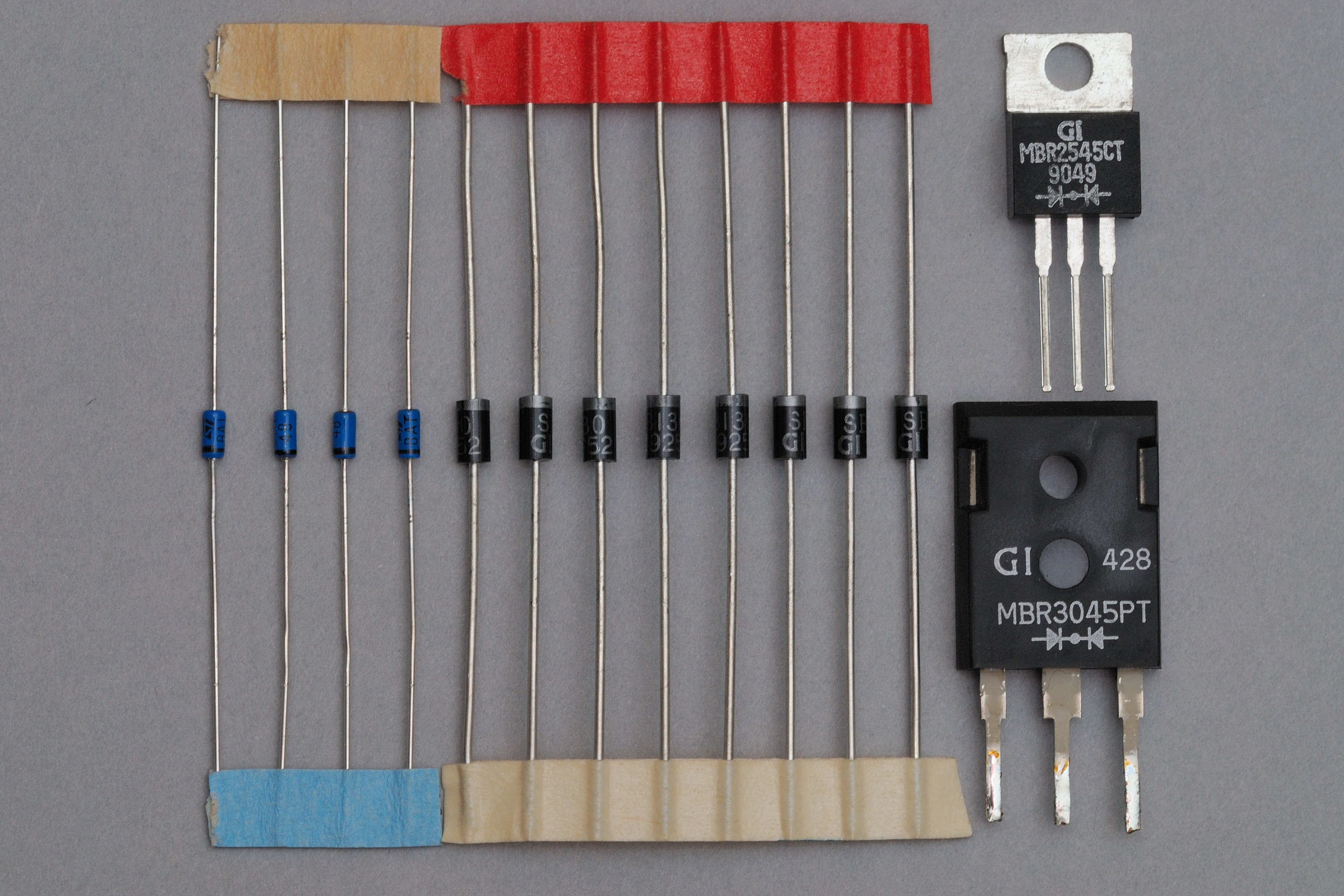
انواع دیود شاتکی : سیگنال کوچک (سمت چپ) ، با توان متوسط و توان بالا (سمت میانی و راست)

نماد دیود شاتکی

دیود شاتکی یا دیود حامل داغ (به انگلیسی: Schottky diode) (نام گذاری شده به افتخار دانشمند آلمانی والتر شوتکی) یک دیود نیمه رسانا با افت ولتاژ پایین در حالت بایاس مستقیم و سرعت کلید زنی بسیار سریع می‌باشد.
برای مثال سرعت سوئیچینگ در یک دیود معمولی حدود 100 پیکو ثانیه است ولی در دیود شاتکی این زمان حدود 10 پیکو ثانیه است.
هنگام عبور جریان الکتریکی از دیود مقداری افت ولتاژ در دو سر دیود ظاهر می‌شود. در دیودهای سیلیکونی معمولی مقدار افت ولتاژ حدود ۰٫۶ تا ۰٫۷ ولت است در حالی که در دیود شاتکی افت ولتاژ حدود ۰٫۱۵ الی ۰٫۴۵ ولت است. به دلیل افت ولتاژ پایین در این نوع دیود می‌توان مدارهایی با سرعت کلید زنی بالا و کارایی بهتری طراحی کرد.

## ساختمان دیود
دیود شاتکی به وسیلهٔ پیوند یک نیمه رسانا و یک فلز ایجاد می‌شود که به این پیوند، پیوند فلز – نیمه‌هادی گفته می‌شود (بر خلاف دیودهای معمولی که دارای پیوند نیمه‌رسانا – نیمه‌رسانا می‌باشند).
معمولاً جنس فلز مورد استفاده مولیبدن، پلاتین، کروم‌ و یا تنگستن است و نیمه‌هادی از نوع N می‌باشد. قسمت فلزی به عنوان آند و قسمت نیمه‌هادی نوع N به عنوان کاتد دیود عمل می‌کند.

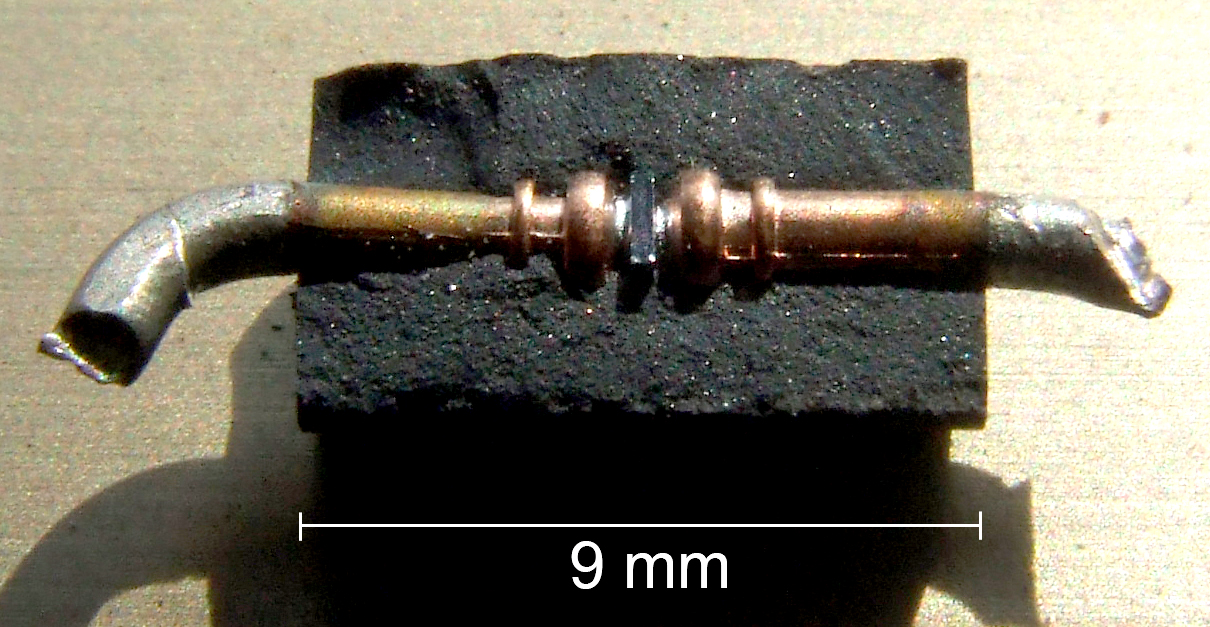
دیود شاتکی 1ان5822 با بسته بندی برش باز. نیمه رسانا در مرکز یک سد شاتکی در برابر یک الکترود فلزی (که عمل یکسو کننده را فراهم می کند) و یک تماس اهمی با الکترود دیگر ایجاد می کند.

یک پیوند فلز-نیم‌رسانا بین یک فلز و یک نیم‌رسانا تشکیل می شود و یک سد شاتکی ایجاد می کند (به جای اتصال نیمه رسانا-نیمه رسانا (پیوند پی–ان) مانند دیودهای معمولی). در این اتصال از  فلزات معمولی  مولیبدن، پلاتین، کروم یا تنگستن، و سیلیسیدهای خاص (به عنوان مثال، سیلیسید پالادیوم و سیلیسید پلاتین)استفاده می شود ، در حالی که نیمه رسانای آن معمولاً سیلیکون نوع n است. طرف فلزی به صورت آند (شیمی) و طرف نیمه رسانای نوع n به صورت 
کاتد دیود عمل می کند. به این معنی که جریان معمولی می تواند از سمت فلز به سمت نیمه رسانا اما نه در جهت مخالف جریان یابد، . خصوصیت این سد شاتکی سوئیچینگ بسیار سریع و افت ولتاژ رو به جلو کم می باشد .
انتخاب ترکیب فلز و نیمه رسانا، ولتاژ روبه جلوی دیود (ولتاژ فوروارد ) را تعیین می کند. هر دو نیمه رساناهای نوع n و p می توانند سد شاتکی را ایجاد نمایند . با این حال، نوع p معمولاً ولتاژ رو به جلوی بسیار کمتری دارد. از آنجایی که با کاهش ولتاژ رو به جلو ، جریان نشتی معکوس  به طور چشمگیری افزایش می یابد، این ولتاژ نمی تواند خیلی کم باشد، بنابراین محدوده  مورد استفاده معمولاً حدود 0.15-0.45 V است و نیمه رساناهای نوع p به ندرت استفاده می شوند. سیلیسید تیتانیوم و سایر سیلیسیدهای نسوز، که قادر به مقاومت در برابر دماهای مورد نیاز برای بازپخت منبع/تخلیه در فرآیندهای CMOS هستند، معمولاً دارای ولتاژ رو به جلو بسیار پایینی هستند که مفید نیستند، بنابراین فرآیندهایی که از این سیلیسیدها استفاده می کنند معمولاً دیودهای شاتکی را ارائه نمی دهند. 
با افزایش دوپینگ نیمه رسانا، عرض ناحیه تخلیه کاهش می یابد. در زیر یک عرض معین، حامل های بار می توانند از طریق منطقه تخلیه تونل بزنند. در سطوح دوپینگ بسیار بالا، محل اتصال دیگر به عنوان یکسو کننده عمل نمی کند و به یک تماس اهمی تبدیل می شود. این را می توان برای تشکیل همزمان کنتاکت ها و دیودهای اهمی استفاده کرد، زیرا یک دیود بین سیلیسید و ناحیه نوع n که کمی دوپ شده است، و یک تماس اهمی بین سیلیسید و ناحیه n یا p بسیار دوپ شده تشکیل می شود. . نواحی از نوع p که اندکی دوپ شده اند مشکل ایجاد می کنند، زیرا کنتاکت حاصل از مقاومت بسیار بالایی برای یک تماس اهمی خوب برخوردار است، اما ولتاژ رو به جلو بسیار کم و نشتی معکوس بسیار زیاد برای ایجاد یک دیود خوب است.
از آنجایی که لبه های کنتاکت شاتکی نسبتاً تیز هستند، یک گرادیان میدان الکتریکی بالا در اطراف آنها رخ می دهد که میزان آستانه ولتاژ شکست معکوس را محدود می کند. استراتژی‌های مختلفی استفاده می‌شود، از حلقه‌های محافظ گرفته تا همپوشانی‌های متالیزاسیون برای گسترش گرادیان میدان. حلقه‌های محافظ سطح قالب ارزشمندی را مصرف می‌کنند و عمدتاً برای دیودهای ولتاژ بالاتر استفاده می‌شوند، در حالی که متالیزاسیون همپوشانی عمدتاً با دیودهای ولتاژ پایین کوچکتر استفاده می‌شود.
دیودهای شاتکی اغلب به عنوان گیره ضد اشباع در ترانزیستور شاتکی استفاده می شوند. دیودهای شاتکی ساخته شده از سیلیسید پالادیوم (PdSi) به دلیل ولتاژ رو به جلو پایین ترشان (که باید کمتر از ولتاژ رو به جلو اتصال پایه-کلکتور باشد) عالی هستند. ضریب دمای شاتکی کمتر از ضریب اتصال B-C است که استفاده از PdSi را در دماهای بالاتر محدود می کند.
برای دیودهای شاتکی قدرت، مقاومت های پارازیتی  لایه n+ مدفون شده و لایه همپایه نوع n مهم می شوند. مقاومت لایه اپیتاکسیال از ترانزیستور مهمتر است، زیرا جریان باید از کل ضخامت آن عبور کند. با این حال، به عنوان یک مقاومت بالاست توزیع شده در کل منطقه اتصال عمل می کند و در شرایط معمول از فرار حرارتی موضعی جلوگیری می کند.
در مقایسه با دیودهای قدرت  p-n، دیودهای شاتکی مقاومت کمتری دارند. محل اتصال در تماس مستقیم با متالیزاسیون حساس به حرارت است. بنابراین یک دیود شاتکی می تواند قبل از خرابی (به ویژه در هنگام خرابی معکوس) توان کمتری نسبت به همتای p-n با اندازه معادل با یک اتصال عمیق مدفون کند. مزیت نسبی ولتاژ رو به جلو پایین تر دیودهای شاتکی در جریان های رو به جلو بالاتر، جایی که افت ولتاژ تحت سلطه مقاومت سری است، کاهش می یابد.

## زمان بازیابی معکوس
مهمترین تفاوت بین دیودهای پیوند p-n و دیود شاتکی در زمان بازیابی معکوس آن‌ها است. یعنی هنگامی که دیود از حالت هدایت به حالت قطع تغییر حالت می‌دهد. در دیودهای p-n زمان بازیابی معکوس به اندازه صدها نانو ثانیه می‌باشد که این زمان در دیودهای سریع به کمتر از ۱۰۰ نانو ثانیه می‌رسد. در حالی که در دیودهای شاتکی زمان بازیابی معکوس نداریم و زمان قطع و وصل در دیودهای کوچک (دیود سیگنال) کمتر از ۱۰۰پیکو ثانیه است و برای دیودهای قدرت این زمان به ۱۰ نانو ثانیه می‌رسد. همچنین در دیودهای پیوند p-n یک جریان بازیابی معکوس نیز داریم، که در نیمه هادی‌های قدرت بالا باعث افزایش نویز EMI می‌شود که این مشکل اساساً در دیودهای شاتکی به دلیل سرعت بالای کلید زنی وجود ندارد.

## محدودیت
مهمترین محدودیت دیود شاتکی در کم بودن ماکزیمم ولتاژ قابل تحمل دیود می‌باشد که معمولاً ۵۰ ولت یا کمتر است و همچنین بالا بودن نسبی جریان نشتی نیز از مهم‌ترین محدودیت‌های دیود شاتکی می‌باشد. امروزه دیودهای با ولتاژهای بالا هم تولید می‌شود که دیگر محدودیت مذکور وجود ندارد.

## کاربردها

### محدودکننده یامهارکنندهولتاژ
در حالی که دیودهای سیلیکونی استاندارد دارای افت ولتاژ رو به جلو حدود 0.7 ولت و دیودهای ژرمانیوم 0.3 ولت هستند، افت ولتاژ دیودهای شاتکی در بایاس های رو به جلو در جریان حدود 1 میلی آمپر در محدوده 0.15 ولت تا 0.46 ولت است (به 1N5817  و 1N5711 نگاه کنید. )، که آنها را در کاربردهای مهار ولتاژ و جلوگیری از اشباع ترانزیستور مفید می کند. این به دلیل چگالی جریان بالاتر در دیود شاتکی است.

### حفاظت جریان معکوس و دشارژ
به دلیل افت ولتاژ رو به جلو کم دیودهای شاتکی، انرژی کمتری به عنوان گرما هدر می‌رود و آن‌ها را به کارآمدترین انتخاب برای کاربردهای حساس به کارایی تبدیل می‌کند. به عنوان مثال، آنها در سیستم های فتوولتائیک (PV) مستقل ("خارج از شبکه") برای جلوگیری از تخلیه باتری ها از طریق صفحات خورشیدی در شب، به نام "دیودهای مسدود کننده" استفاده می شوند. آنها همچنین در سیستم های متصل به شبکه با چندین رشته متصل به صورت موازی استفاده می شوند تا از عبور جریان معکوس از رشته های مجاور از طریق رشته های سایه دار در صورت شکست "دیودهای بای پس" جلوگیری شود.